# Porwanie przeglądarki
Porwanie przeglądarki – modyfikacja ustawień przeglądarki internetowej. Określenie „porwanie” stosuje się ze względu na to, że zmiana konfiguracji jest dokonywana bez zgody użytkownika przez złośliwe oprogramowanie (porywacza). Może to oznaczać podmianę strony domowej (startowej) przeglądarki, strony błędu albo strony wyszukiwarki. Zazwyczaj ma to na celu zmuszenie do zwiększenia liczby wejść (trafień) na konkretną witrynę www, co może podnosić wpływy z reklamy sieciowej.
Programy porywające często są programami szpiegowskimi przejmującymi dane osobowe. Podczas ich instalacji zazwyczaj tak czy inaczej pojawia się zapytanie o zgodę lub odmowę wgrania programu (jest to standardowa cecha programów instalacyjnych), ale najczęściej to zapytanie jest ignorowane lub niezauważane przez użytkownika. Po zainstalowaniu niektóre programy porywające mogą być łatwo usunięte, a inne – z trudem. Istnieje szereg programów, w tym bezpłatnych, które usuwają porywaczy przeglądarek.